# Frank Elmore Ross
Frank Elmore Ross (n. 2 aprilie 1874, California, SUA – d. 21 septembrie 1960, Altadena⁠(d), Comitatul Los Angeles, California, SUA) a fost un astronom și fizician american. S-a născut în San Francisco, California și a murit la Altadena, California⁠(d). În 1901 și-a luat doctoratul la Universitatea din California. În 1905 a fost numit director al stației International Latitude Observatory din Gaithersburg, Maryland. În 1915 a devenit fizician al companiei Eastman Kodak din Rochester, New York. A acceptat o funcție de conducere la Observatorul Yerkes în 1924 și a lucrat acolo până la pensionarea sa în 1939.
Prima sa lucrare importantă a fost calcularea corectă a orbitei satelitului lui Saturn, Phoebe, în 1905, și el a calculat, de asemenea, orbitele sateliților lui Jupiter,  Himalia și Elara. În timp ce a lucrat la Eastman Kodak, a investigat emulsiile fotosensibile și proiectarea lentilelor cu unghi larg pentru utilizare astronomică.
La Observatorul Yerkes a fost succesorul regretatului E. E. Barnard, moștenind colecția de plăci fotografice a lui Barnard. Ross a decis să repete aceeași serie de imagini și să compare rezultatele cu un blink comparator⁠(d). Prin acest procedeu, a descoperit 379 de stele variabile noi și peste 1000 de stele cu mișcare proprie mare. Unele dintre acestea – stele cu cea mai mare mișcare proprie – s-au dovedit a fi destul de apropiate, iar multe dintre aceste stele (cum ar fi Ross 128, Ross 154) sunt încă cunoscute după numărul de catalog pe care l-a dat.
În timpul opoziției lui Marte, din 1926, a fotografiat planeta în diferite culori, folosind telescopul de la Mount Wilson de 60 de inch. În anul următor a obținut imagini cu ultraviolete ale planetei Venus, care au arătat pentru prima dată structura din acoperișul său de nori.
În 1935, a publicat un articol care descrie proiectarea unui sistem cu două lentile pentru a corecta aberația cromatică a oglinzilor parabolice, inclusiv a celor de la telescoapele de 60 și 100 de inch de la Observatorul Mount Wilson. Un astfel de sistem este cunoscut de atunci sub numele său.
Craterul Ross  de pe Marte îi poartă numele, iar craterul Ross  de pe Lună este numit în comun după el și James Clark Ross. 
A fost distins cu medalia John Price Wetherill a Institutului Franklin în 1928.